# Gevninge Sogn
Gevninge Sogn 

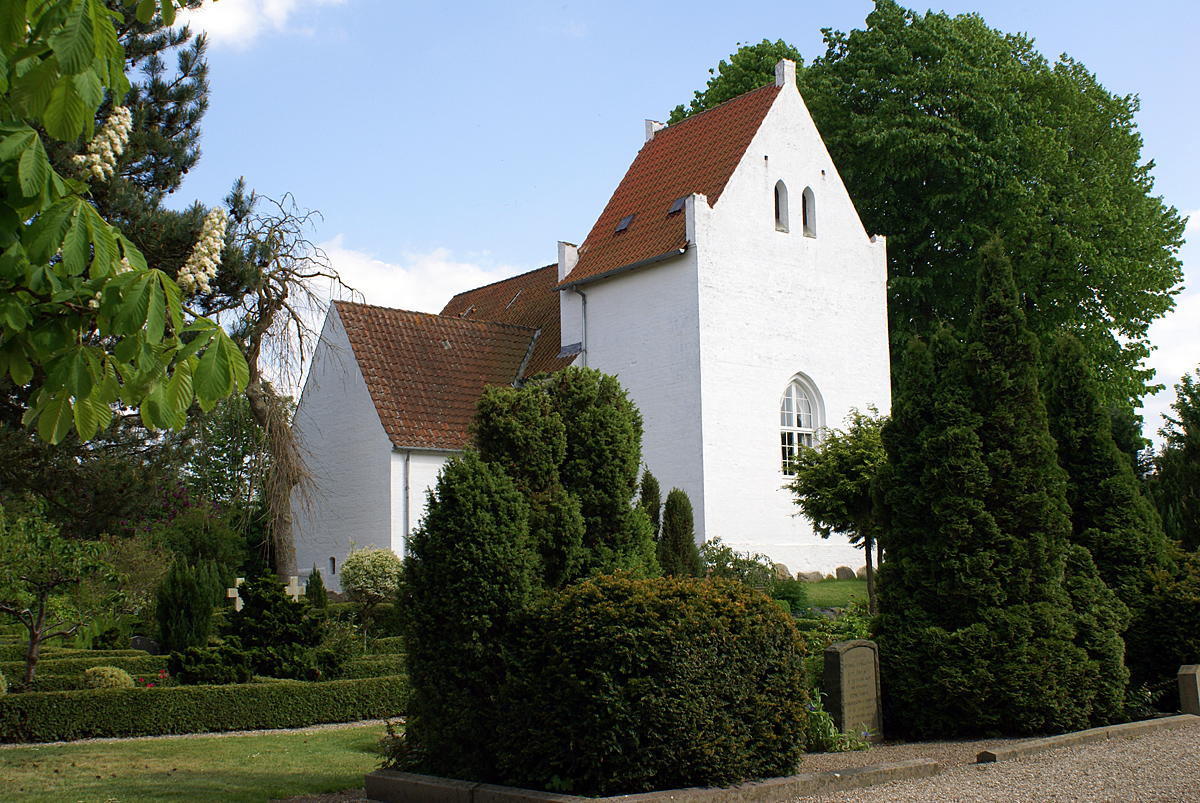
Gevninge Kirke

ist eine Kirchspielsgemeinde (dän.: Sogn)
auf Seeland (Dänemark).
Bis 1970 gehörte sie zur Harde Voldborg Herred im damaligen Københavns Amt (bis 1808: Roskilde Amt), danach zur Lejre Kommune im „neuen“ Roskilde Amt, die im Zuge der  Kommunalreform zum 1. Januar 2007 in der „neuen“ Lejre Kommune in der Region Sjælland aufgegangen ist.
Im Kirchspiel leben 2050 Einwohner, davon 1652 im Kirchdorf (Stand: 1. Januar 2023).
Im Kirchspiel liegt die Kirche „Gevninge Kirke“.
Nachbargemeinden sind im Nordosten Herslev Sogn, im Osten Kornerup Sogn, im Süden Allerslev Sogn,  im Südwesten Kisserup Sogn,  im Westen Kirke Saaby Sogn und im Nordwesten Lyndby Sogn.